# ドンポーン・シンポー
ドンポーン・シンポー（タイ語: ดลพร สินโพธิ์、英語: Donphon Sinpho、2004年6月21日 - ）は、タイ王国の女子バレーボール選手。タイ王国代表。

## 来歴
アンダーカテゴリーでは主にセッターとしてプレーしていたが、2024年ネーションズリーグではアウトサイドヒッターとして代表に選出された。
2024年、SVリーグのアランマーレ山形に入団。11月9日に行われたレギュラーシーズン第5節のKUROBEアクアフェアリーズ戦ではチーム最多の15得点を挙げトップリーグ初勝利に貢献した。

## 球歴
- ネーションズリーグ - 2024年

## 受賞歴
- 2020年 - U18タイリーグ MVP

## 所属チーム
- Nakornnont U18（2017-2021年）
- Nakornnont（2021-2023年）
- ナコンラチャシマ（2023-2024年）
- アランマーレ山形（2024年-）